# Мацано Романо
Мацано Романо (итал. Mazzano Romano) је насеље у Италији у округу Рим, региону Лацио.
Према процени из 2011. у насељу је живело 2493 становника. Насеље се налази на надморској висини од 226 м.

## Становништво
Према резултатима пописа становништва 2011. у општини је живело 3.056 становника.
| 1936. | 1951. | 1961. | 1971. | 1981. | 1991. | 2001. | 2011. |
| ----- | ----- | ----- | ----- | ----- | ----- | ----- | ----- |
| 1.298 | 1.475 | 1.486 | 1.626 | 1.831 | 2.182 | 2.536 | 3.056 |